# پل طایقان
پل طایقان مربوط به دوره صفوی است و در شهرستان قم، بخش سلفچگان، روستای طایقان واقع شده است. این اثر در تاریخ ۹ اردیبهشت ۱۳۸۲ با شماره ثبت ۸۶۳۰ به عنوان یکی از آثار ملی ایران به ثبت رسیده است.